# 里德爾維爾 (喬治亞州)
里德爾維爾（英語：Riddleville）是一個位於美國喬治亞州華盛頓縣的城鎮。

## 地理
里德爾維爾的座標為32°54′24″N 82°39′52″W / 32.90667°N 82.66444°W，而該地的平均海拔高度為125米（即410英尺）。

## 人口
根據2010年美國人口普查的數據，里德爾維爾的面積為2.00平方千米，當中陸地面積為2.00平方千米，而水域面積為0.00平方千米。當地共有人口96人，而人口密度為每平方千米48人。